# Grotnik dwuplamisty
Grotnik dwuplamisty (Diplecogaster bimaculata) – gatunek ryby z rodziny grotnikowatych (Gobiesocidae).

## Występowanie
Występuje w przybrzeżnych wodach Europy, od Norwegii, przez zachodnie rejony kanału La Manche, po Morze Śródziemne i Morze Czarne. W zimniejszych wodach do głębokości 55 m, w Morzu Śródziemnym do 100 m głębokości. 

## Taksonomia
Wyróżniono trzy podgatunki:
- Diplecogaster bimaculata bimaculata (Bonnaterre, 1788)
- Diplecogaster bimaculata euxinica Murgoci, 1964
- Diplecogaster bimaculata pectoralis Briggs, 1955

## Charakterystyka
Ryba ta posiada różne ubarwienie w zależności od miejsca występowania. Żeruje na łąkach trawy morskiej i twardym dnie. Zjada drobne organizmy bentoniczne. Dorasta do 6 cm długości.